# Fabrosaurus
Fabrosaurus là một chi khủng long, được Ginsburg mô tả khoa học năm 1964.